# Lakota (Sprache)

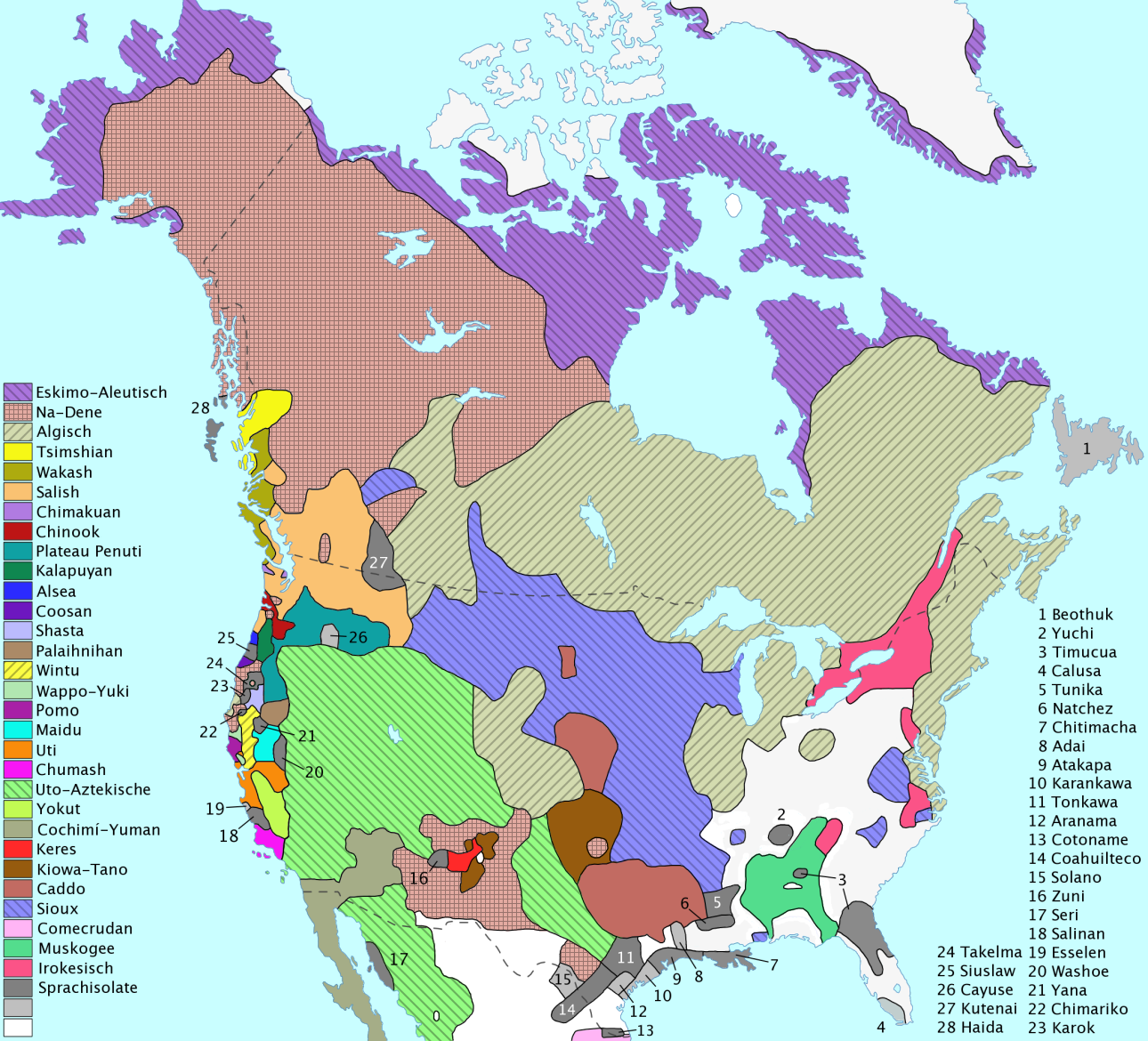
Einstige Verbreitung der einheimischen Sprachen Nordamerikas

Die Lakota-Sprache (auch Lakhota) oder Lakȟótiyapi in Lakota gehört zur Familie der Sioux-Sprachen, die vom Volksstamm der Lakota gesprochen wird. Sprachlich eng verwandt sind die Dakota-Dialekte (Yankton-Yanktonai und Santee-Sisseton), die Sprecher verstehen sich problemlos untereinander. Im Film Der mit dem Wolf tanzt (Lkt.: Šuŋgmánitu tȟáŋka ób wačhí) kann man authentisches – und teilweise auch korrektes – Lakota hören. Auch die Indianer in der RTL-Neuverfilmung der Winnetou-Trilogie sprechen halbauthentisch Lakota. Allerdings ist Winnetou ein Mescalero-Apache. In der Realität spricht dieser Indianerstamm die Mescalero-Chiricahua-Sprache, die dem Navajo eng verwandt ist und einer völlig anderen Sprachfamilie angehört als das Lakota.

## Sprecherzahl und Sprachsituation
Das Lakota ist, wie alle Sioux-Sprachen, akut vom Aussterben bedroht. Heute gibt es vielleicht noch fünf- oder sechstausend Sprecher des Lakota, wobei die Zahlen eher optimistisch sind. Die meisten Sprecher sind mittleren oder fortgeschrittenen Alters. Es gibt fast keine Kinder mehr, die Lakota als Muttersprache lernen.
Anders als viele kleinere Sprachen hat Lakota allerdings realistische Überlebenschancen. Ein Meilenstein ist die Standardisierung der Schriftsprache durch SLO (Standard Lakota Orthography). Das Lakota Language Consortium gibt seit 2004 Lehrbücher in SLO für Lakota als Zweitsprache heraus, zusammen mit einem Curriculum für die Schulen und Schulungen für Lehrer. Momentan sind die Bücher für die erste bis vierte Klasse erschienen, das fünfte Buch ist in Arbeit.
Ein weiterer Erfolg ist 2011 der erste Trickfilm in Lakota (und auch der erste Trickfilm in einer Indianersprache in den USA überhaupt), die Matȟó Waúŋšila Thiwáhe (Die mitfühlende Bärenfamilie) – eine Synchronisation der Berenstain Bears.

## Verbreitung
Lakota wird fast ausschließlich in den Indianerreservaten in South Dakota westlich des Missouri River gesprochen. Daneben gibt es noch ein kleines Reservat in Kanada, in dem noch Lakota gesprochen wird. Die außerhalb der Reservate lebenden Mitglieder des Lakota-Volkes sprechen so gut wie nie Lakota.

## Das Alphabet des Lakota
| A a   | Aŋ aŋ | B b | Č č | Čh čh | Č’ č’ | E e   | G g   |
| Ǧ ǧ   | H h   | Ȟ ȟ | I i | Iŋ iŋ | K k   | Kh kh | Kȟ kȟ |
| K’ k’ | L l   | M m | N n | O o   | P p   | Ph ph | Pȟ pȟ |
| P’ p’ | S s   | Š š | T t | Th th | Tȟ tȟ | T’ t’ | U u   |
| Uŋ uŋ | W w   | Y y | Z z | Ž ž   | ’     |       |       |

## Sprachtypologie
Das Lakota gehört zu den so genannten polysynthetischen Sprachen, bei denen verschiedene Partikeln mit einem Grundwort verbunden werden können (wozu auch die Agglutination gehört). Diese Partikeln können vor, hinter oder innerhalb eines zusammengesetzten Wortes eingefügt werden. Das Lakota hat kein den europäischen Sprachen vergleichbares System der Einteilung in Zeiten (Vergangenheit, Gegenwart, Zukunft), verfügt aber über andere Möglichkeiten, Zeiten sowie insbesondere die unterschiedlichen Aspekte auszudrücken. Die eigentliche Unterscheidung ist die zwischen den Aspekten „faktisch/realis“ (entspricht gewöhnlich dem, was „bereits geschehen“ ist – der Vergangenheit) und „nicht-faktisch/irrealis“ (dem noch nicht Eingetretenen, dem Erwünschten, Erbetenen oder Befürchteten etc., also oft etwa dem Zukünftigen – dem Futur). Die 3. Person Einzahl des Verbs gilt als Grundform. Adjektive stehen hinter dem Substantiv, wobei anzumerken ist, dass es Adjektive an sich gar nicht gibt, denn es sind im eigentlichen Sinne Verben (oder, genauer, Ein-Wort-Sätze), die über das Substantiv (den Kopf oder Topik) eine kommentierende Aussage machen. Die Partikeln (Klitika), mit der bestimmte Dinge (also etwa Aspekte, Befehle, Zweifel, Häufigkeit/Gewohnheitsmäßigkeit des Geschehens etc.) ausgedrückt werden, können je nach Geschlecht des Sprechers verschieden sein. Yelo [yeló] sagt etwa ein Mann am Ende eines Aussagesatzes, um diesem Nachdruck zu verleihen (affirmativ), k(i)sto [kštó] sagt eine Frau (aber ihrer traditionellen Geschlechterrolle entsprechend viel seltener). In der populären Indianerliteratur und in entsprechenden Filmen haben solche affirmativen Partikeln einen Widerhall gefunden, wenn man dort einen Indianer Howgh, ich habe gesprochen! sagen lässt.

## Phonologie
Was die Phonologie des Lakota angeht, so ist zu bemerken, dass es nasalierte und nicht nasalierte Vokale gibt [aŋ], [iŋ], [uŋ], sowie bei den meisten Konsonanten eine Opposition zwischen aspirierten und nicht-aspirierten bzw. glottalisierten und nicht-glottalisierten Konsonanten. Die Glottalisierung ist die Aussprache eines Konsonanten mit einem Kehlkopfverschluss („Glottisschlag“). Beispiele, etwa für /k/, sind: [k] [k'] [kh] und [kȟ] für unaspiriert, glottalisiert, aspiriert bzw. mit einem Rachenlaut aspiriert. Das „k“ in Lakota z. B. wird in der zuletzt genannten Weise „guttural“ aspiriert: [Lakȟóta] (deshalb auch manchmal „Lakhota“ geschrieben), das Wort für „Schildkröte“ _khéya_ wird mit einem „normal“ aspirierten (behauchten) „k“ gesprochen, der bestimmte Artikel „kiŋ“ (oder auch „ki“) enthält ein unaspiriertes „k“, das wie stimmloses [g] gesprochen wird und „jemandem etwas geben“ „k'ú“ enthält einen glottalen Stopp, etwa wie in „Flug-unterricht“. Das „h“ ist behaucht wie im Deutschen, ein weiteres „h“ (oft mit einem Punkt darüber geschrieben) wird [ȟ] oder auch [x] ausgesprochen (wie im deutschen Wort „Rache“). Intervokalisches „g“ (oft mit einem Punkt darüber geschrieben) wird [ǧ] ausgesprochen, ein Laut, den es im Hochdeutschen nicht gibt: ein stimmhafter Rachenreibelaut (gutturaler Frikativ), ähnlich wie das /r/ in französisch „car“ (denn) bzw. ähnlich der Aussprache des /g/ mancher deutscher Mundarten, z. B. im Berlinischen: „ick sage (saɤɘ) dir“.